# Eugenio Faina
Eugenio Faina (San Venanzo, 2 aprile 1846 – San Venanzo, 2 febbraio 1926) è stato un politico e militare italiano. 
Fu senatore del Regno d'Italia a partire dalla XVIII legislatura.

## Biografia
Discendente di una famiglia di grandi proprietari terrieri umbri, Eugenio Faina si laureò in giurisprudenza all'Università di Roma, ma fu anche educato da Raffaele Antinori nelle discipline agronomiche. Nel 1866 si arruolò nelle truppe garibaldine per la liberazione di Roma. Partì poi per i Paesi Bassi e l'Inghilterra per studiarvi le cooperative agrarie e divenne quindi - restandolo per tutta la vita - un fermo sostenitore del mutualismo agrario.
Fra il 1880 e 1892 fu eletto alla Camera dei deputati e il 10 ottobre 1892 fu nominato senatore. A partire dal 1883 si collocò nella maggioranza governativa, ma rifiutò di appoggiare la linea repressiva del governo di Rudinì V.
Nel frattempo, seguendo i dettami di Antinori e le prescrizioni di Cosimo Ridolfi, Faina iniziò la bonifica e la trasformazione dei circa 6000 ettari che aveva ereditato. Descrisse questi lavori nel suo libro: "La tenuta di S. Venanzo nell'Umbria" (Roma 1899). Egli fu anche un convinto assertore dell'istruzione agraria e ottenne che fosse stabilito a Perugia un Istituto Agrario (che divenne poi la facoltà di agraria dell'Università di Perugia) dove insegnò. Qui, nella basilica di San Pietro, una epigrafe ne ricorda l'operato.
Oltre alla sua attività di propagandista agrario ed agricoltore modello, Faina lasciò alla sua regione le collezioni archeologiche del Museo Claudio Faina di Orvieto, accumulate insieme allo zio Mauro Faina.
Il ruolo di Faina fu essenziale nel mettere in contatto il re Vittorio Emanuele III e l'utopista americano David Lubin che cercava in Europa appoggio per il suo progetto di un'organizzazione sovrannazionale che si occupasse dell'agricoltura. Dopo la fondazione dell'Istituto Internazionale d'Agricoltura, nel 1905, Faina ne assunse la presidenza, che tenne fino al 1910. L'Istituto era inteso da Faina e dal Marchese Raffaele Cappelli, uno dei rappresentanti principali degli interessi agrari italiani, come una sorta di Internazionale degli agricoltori, da contrapporre alle organizzazioni degli industriali e degli operai.
Fra il 1907 e il 1911, Faina presiedette la commissione parlamentare d'inchiesta sulle condizioni dei contadini nelle province meridionali e in Sicilia, che investigò le condizioni delle classi agricole del Sud Italia e si legava alle prime leggi speciali per il Meridione.
Durante la prima guerra mondiale, Faina diresse l'impiego della manodopera militare in agricoltura.
Dopo la guerra, dinanzi alle occupazioni e agli scioperi contadini, Faina - vecchio liberale - accusò il Partito Socialista e il Partito Popolare di pretendere per i lavoratori una quota sempre maggiore del prodotto del podere, anche a scapito della produzione complessiva. Tuttavia, egli disapprovò sempre la violenza fascista e sostenne la linea, relativamente ambigua, di una non collaborazione coi fascisti, pur ricercando l'accordo con essi.
Moriva nella sua tenuta di San Venanzo il 2 febbraio 1926.